# Українська миротворча операція у Демократичній Республіці Конго
Українська миротворча операція у Демократичній Республіці Конго — участь Збройних Сил України у складі місії ООН зі стабілізації ситуації у Демократичній Республіці Конго, провінція Північне Ківу та Південне Ківу.
У складі Місії ООН зі стабілізації у Демократичній Республіці Конго, крім військового контингенту, також проходять службу 15 військовослужбовців українського національного персоналу — 11 військових спостерігачів та 4 офіцера штабу.
У травні 2019 року відбулася десята ротація підрозділів українських миротворців у ДРК у складі 18-го окремого вертолітного загону ЗСУ, перша ротація закінчила свою місію 1 грудня 2012 року.

## Місія ООН

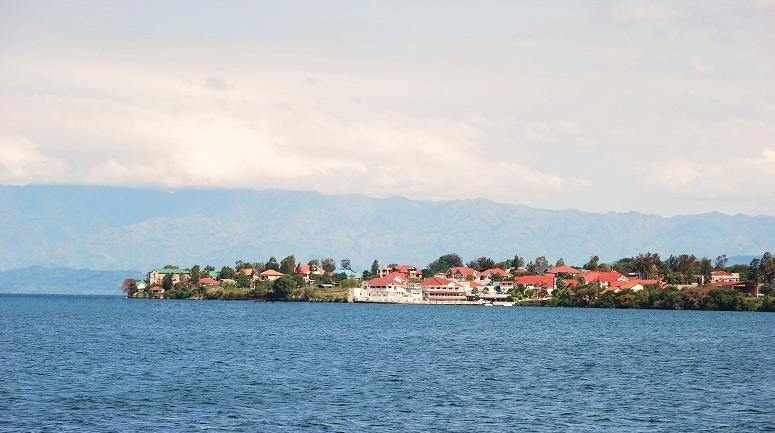
Вид на Гому з боку озера Ківу

Наявна чисельність всієї Місії
19109 військовослужбовців, а саме:
- 16996 військовослужбовців у складі національних контингентів
- 721 військових спостерігачів
- 1392 представників поліції: Крім цього до складу Місії входять
- 965 осіб міжнародного цивільного персоналу
- 2886 осіб місцевого персоналу
- 577 волонтерів

Штаб Місії ООН розташований у місті Кіншаса, ДРК.

## Склад та зброя української місії

### Особовий склад контингенту
Штатна чисельність контингенту — 156 осіб
Чисельність за списком — 154 особи з них:
- офіцерів — 79 осіб;

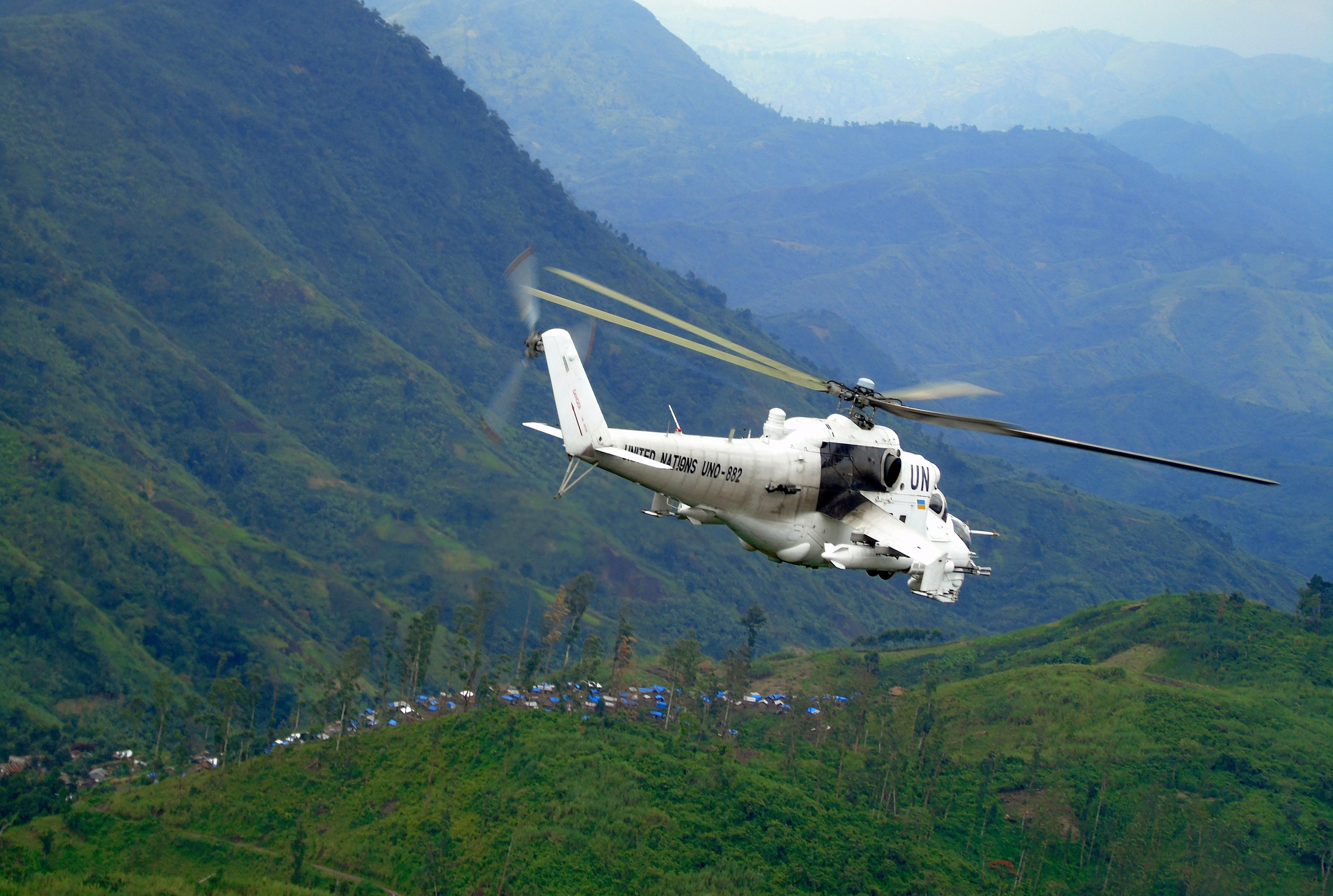
Український Мі-24 у ДР Конго

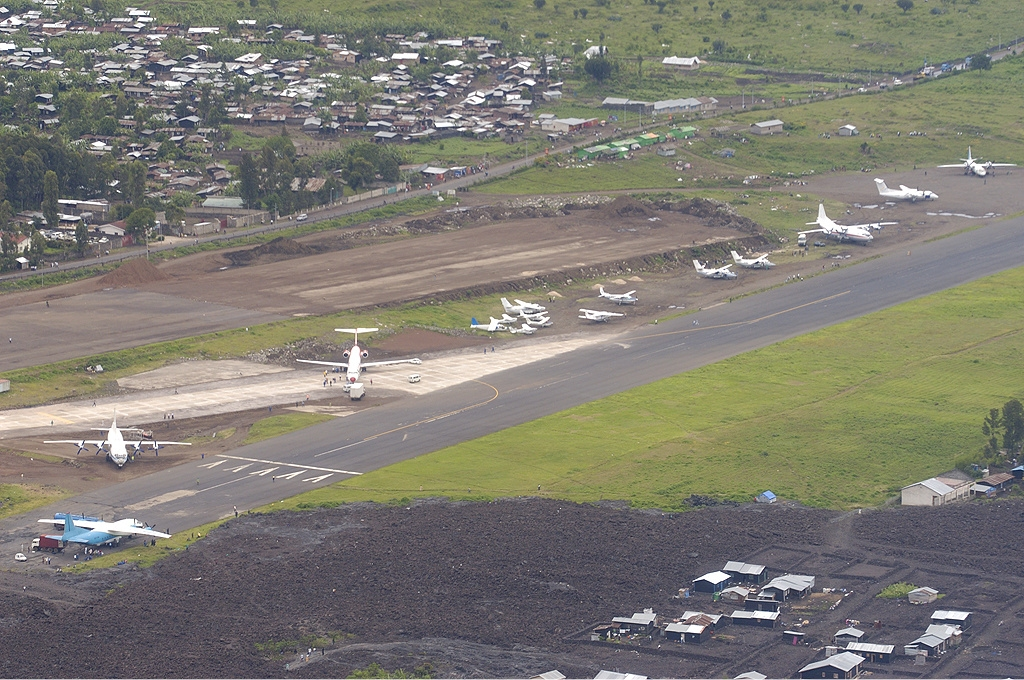
Аеропорт в Гомі

- старшинського, сержантського та рядового складу — 75 осіб.

Структура контингенту:
- командування
- штаб з відповідними службами

Основні підрозділи:
- вертолітна ланка
- інженерно-авіаційна служба

Підрозділи забезпечення:
- рота аеродромно-технічного забезпечення
- вузол зв'язку та радіотехнічного забезпечення
- взвод охорони
- медичний пункт

### Основне озброєння
- бойові вертольоти Мі-24 — 4 одиниці
- автомобільна та спеціальна техніка — 26 одиниць
- причепи — 16 одиниць

## Місце розташування

Провінція Північне Ківу

Український миротворчий контингент базуватиметься на сході країни, в місті Гома.
Аеродром Гома:
- особовий склад — 130 осіб
- вертольоти Мі-24 — 2 одиниці

Аеродромі Бунія:
- особовий склад — 24 особи
- вертольоти Мі-24 — 2 одиниці

## Хід операції

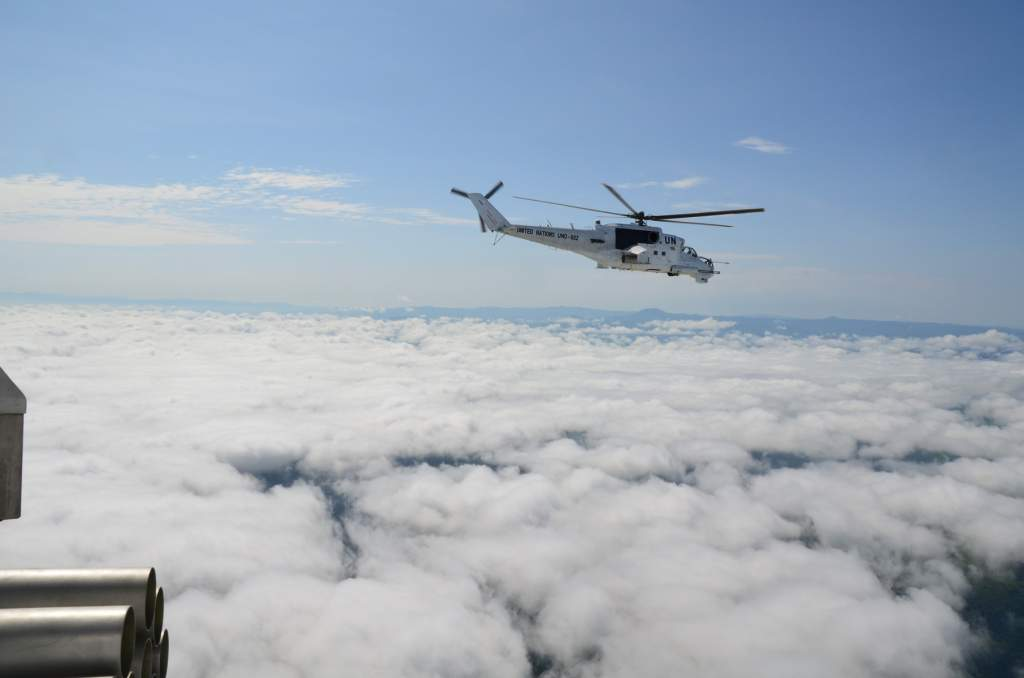
Українські Мі-24 у ДР Конго

23 березня 2012 року о 15.00 за київським часом, під час виконання завдання, було обстріляно вертоліт української миротворчої місії. Поранений перекладач, його доставили у шпиталь, стан стабільний.
8 травня 2012 року, була проведена операція сил ООН, повітряну підтримку яким склали вертолітна ланка 18-го окремого вертолітного загону ЗСУ.
У серпні 2018 року загострилась ситуація у протистоянні повстанців та урядових військ. Бойовики здійснили напад на базу з українськими миротворцями та отримали гідну відповідь. На щастя, обійшлось без жертв з боку українських військових.
Український миротворець Володимир Фітьо повідомив про збройний напад повстанців ADF у Демократичній Республіці Конго. На своїй сторінці у соцмережі він зазначив, що бойовики напали на базу миротворчої місії ООН, що в аеропорту Мавіві, а саме за 9 км від міста Бені.
За його словами, у базі дислоковані українські військові, які у момент нападу були на завчасно підготовлених позиціях для оборони.
«Протягом годинного бою бойовики застосовували стрілецьку зброю та освічувальні міни для максимального ураження об'єктів критичної інфраструктури. Слід зазначити, що в даному таборі несуть бойове чергування два гелікоптери Мі-24, екіпажі яких теж зазнали ризику. Кулі від автоматів рикошетили по цілому таборі, де проживають українські миротворці. Одна з куль наскрізь прошила житлове приміщення українського підрозділу», — розповів Фітьо.
Відомо, що троє миротворців з Малаві та Танзанії постраждали. Жертв чи поранених серед українських військових не було. Після нападу повстанців керівництво миротворчого контингенту ООН вирішило відкрити вогонь у відповідь. Українські гелікоптери Мі-24 завдали удару по табору бойовиків.
«31 липня в 5 ранку розпочалась операція. Ведуча пара Мі-24 під командуванням командира 18 вертолітного загону підполковника Григорія Ситника та заступника командира 18 ОВЗ підполковника Віталія Хоптія здійнялась в небо та завдали ударів по таборам повстанців, які знаходились в гористій місцевості. Після першого заходу бойових Мі- 24 було знищено один табір», — уточнив український миротворець.
Також до операції були залучені південно-африканські гвинтокрили та урядові війська Конго. За словами Володимира Фітьо, операція завершилась успішно.
«Після успішного завершення операції керівник операції генерал-майор Дюбе високо відзначив професіоналізм наших пілотів та українського загону зокрема, відзначивши що саме українські пілоти в небі Конго наводять жах на НЗФ», — підсумував він.